# Maria Evelina de Sousa
Maria Evelina de Sousa (1879 – 1946), foi uma educadora inovadora e jornalista micaelense prolífica na primeira metade do século XX, em Portugal. Era feminista, participou nas lutas pelos igualdade de direitos para as mulheres, foi co-fundadora da primeira organização de protecção dos direitos dos animais dos Açores e fundou vários jornais. As suas primeiras biografias omitiram que ela era abertamente lésbica. Em 2017, foi homenageada postumamente pelo governo autónomo dos Açores com a Insígnia Autonómica de Mérito Cívico.

## Percurso
Maria Evelina de Sousa, conhecida como Evelina, nasceu no dia 1 de Janeiro de 1879, em  Ponta Delgada, na ilha de São Miguel, nos Açores, no então reino de Portugal. Ela frequentou a escola distrital de instrução de professores, fazendo os exames  finais em 1900. 
Em 1904, de Sousa começou a ensinar na escola de Santa Clara e começou a escrever para o jornal O Campeão Escolar, dedicado a assuntos educativos. 
Em 1906, foi viver para casa de Maria Emília Borges de Medeiros que vivia com a sua amiga Alice Moderno desde 1893.  Mais tarde, Evelina e Alice (que se vestia como um homem) viveram publicamente como um casal, vivendo juntas por mais de 40 anos, apesar do ambiente conservador da altura. 
Nesse mesmo ano, Evelina fundou a Revista Pedagógica, o qual dirigiu e redigiu durante a década seguinte. A revista, publicada entre 1906 e 10916, abordava questões relacionadas com o ensino, temas do interesse dos professores e o trabalho desenvolvido pela organizações feministas que iam surgindo no país. Através dela Evelina divulgava novos métodos pedagógicos, criticava o estado da educação e do ensino nos Açores e no resto do país publicando textos de colaboradores locais e nacionais. A  importância deste periódico foi  reconhecida pela universidade dos Açores e exercia influência sobre os círculos académicos locais e nacionais. 
Colaborou com o jornal republicano A Pátria, publicado em Ponta Delgada de 1918 a 1925. 
Evelina envolveu-se em inúmeros projectos que tinham como objectivo melhorar a educação e o ensino na ilha. Ao participar nos censos escolares, ela relatou que em 1911 apenas um quarto das crianças em idade escolar, estava inscrita numa das 4 escolas disponíveis. Alertou também que para o facto de o número de professores formados era insuficiente, eram apenas 150 enquanto a população infantil em idade escolar era composta por mais de 6000 crianças de ambos os sexos. 
Através de conferências a que assistiu, ficou a conhecer o Método Legográfico-Luazes para ensinar a ler e escrever desenvolvido por Amália Luazes, e concordou em ensiná-lo a outros professores, gratuitamente. Ela também promoveu a cartilha e o método criado pelo pedagogo João de Deus. 
Ela também era a favor do decreto que proibia o ensino da doutrina religiosa nas escolas. 
Em 1909, Evelina criou a primeira biblioteca escolar da ilha, na Escola Feminina de Santa Clara, onde era professora. Esta biblioteca foi a primeira do género nos Açores e uma das primeiras de Portugal e visava o combater o analfabetismo. Os livros podiam ser levantado não só pelas alunas como por estranhos. Evelina defendeu também a criação de mais bibliotecas de maneira a  facilitar o acesso a livros a todos.  
É também em 1909 que viaja até Lisboa onde visita várias escolas da capital e contacta outras feministas como a pedagoga Ana de Castro Osório, a escritora Olga Morais Sarmento, a jornalista Virgínia Quaresma, entre outras. 
No mesmo ano, ela e Alice Moderno fundam a Sociedade Micaelense Protectora dos Animais. 
Era membro de várias organizações feministas e foi homenageada por várias delas, entre elas a Associação Feminina de Propaganda Democrática que apoiava a acção politica de Afonso Costa. 
No inicio de 1915, Evelina trabalhou na equipa editorial do jornal A Folha, fundado em 1902 por Alice Moderno. Foi correspondente do Correio dos Açores, publicando poesia e editoriais. Ela reformou-se do ensino no dia 13 de Julho de 1940, a Escola Agostinho Machado Bicudo Correia foi  a última onde trabalhou. 
Evelina morreu no dia 12 de Fevereiro de 1946 e foi enterrada no cemitério de São Joaquim, na cripta comprada por Alice.
Alice morreu 8 dias após a sua morte, no dia 20 de Fevereiro de 1946. 

## Reconhecimento e homenagens
1912 - Ela e Alice são homenageadas em Lisboa, pela Liga Republicana das Mulheres Portuguesas 
1924 - Os seus esforços para  melhorar o ensino são reconhecido  no I Congresso Feminista e de Educação que se realizou em Lisboa 
2013 - O jazigo de Alice Moderno foi recuperado e o nome de Evelina de Sousa é acrescentado à placa identificativa em reconhecimento do seu trabalho cívico. 
2017 - O Município de Ponta Delgada, atribuí-lhe a  Medalha de Ouro, no âmbito das comemorações dos 471 anos de elevação a cidade 
2017 -  Postumamente homenageada pelo governo regional dos Açores com a Insígnia Autonómica de Mérito Cívico. 
2020 -  É uma das personalidades homenageadas no livro Vida exemplares do escritor Teófilo Braga. 